# Färggölen, Östergötland
Färggölen är en sjö i Åtvidabergs kommun i Östergötland och ingår i Storåns huvudavrinningsområde.